# Karlsbad (Bade-Wurtemberg)
Pour les articles homonymes, voir Karlsbad.
Karlsbad est une commune allemande de Bade-Wurtemberg, située dans l'arrondissement de Karlsruhe, dans l'aire urbaine Mittlerer Oberrhein, dans le district de Karlsruhe. Elle résulte de la fusion, le 1er septembre 1971, des communes de Auerbach, Ittersbach, Langensteinbach, Mutschelbach (elle-même résultant de la fusion d'Obermutschelbach, Mittelmutschelbach et Untermutschelbach en 1936) et Spielberg.

## Personnalités liées à la ville
- Friedrich Heck (1865-1939), homme politique né à Obermutschelbach.
- Horst Floth (1934-2005), bobeur né à Karlsbad.